# Нојштат бај Кобург
Нојштат бај Кобург (њем. Neustadt bei Coburg) општина је у њемачкој савезној држави Баварска. Једно је од 17 општинских средишта округа Кобург. Према процјени из 2010. у општини је живјело 16.109 становника. Посједује регионалну шифру (AGS) 9473151.

## Географски и демографски подаци
Нојштат бај Кобург се налази у савезној држави Баварска у округу Кобург. Општина се налази на надморској висини од 344 метра. Површина општине износи 61,9 km². У самом мјесту је, према процјени из 2010. године, живјело 16.109 становника. Просјечна густина становништва износи 260 становника/km².

## Међународна сарадња
| Мјесто | Држава    | Врста сарадње | Од    |
| ------ | --------- | ------------- | ----- |
|        | Француска | партнерство   | 1977. |
| Извор  |           |               |       |